# Rudolf Platte
Rudolf Antonius Heinrich Platte (né le 12 février 1904 à Hoerde, mort le 18 décembre 1984 à Berlin) est un acteur allemand.

## Biographie
À trois ans, ses parents, Josef Platte, un commerçant, et son épouse Karoline s'installent à Hildesheim. Il quitte l'école à 16 ans et prend des cours de théâtre. Il fait ses débuts au théâtre en 1925 au Freilichtbühne de Düsseldorf. Il a des engagements à Bad Harzburg, Hildesheim, Hagen, Wuppertal et au Residenztheater Hannover. Au Lobe-Theater à Breslau, il fait aussi de la mise en scène.
En 1927, il vient à Berlin et gère avec Werner Finck et Hans Deppe le cabaret Die Katakombe. Dans les années 1930, Platte apparaît dans des revues musicales comme Ein Kuß reist um die Welt  avec Hilde Seipp (en) et Aribert Mog sur une musique de Josef Rixner.
Il fait ses débuts au cinéma en 1929 dans Revolte im Erziehungshaus, un film muet. Au cours de sa carrière, il sera dans 200 films. Il joue souvent quelqu'un d'incompris, réservé et timide, plein d'amour, l'"homme de la rue".
Il est directeur du théâtre de la Behrenstraße de 1940 à 1944 puis du Theater am Schiffbauerdamm de 1945 à 1947. Il joue tour à tour des rôles comiques et dramatiques au théâtre et à la télévision dans les années 1970. Grâce à son rôle de chauffeur devenu aveugle dans Das Fenster zum Flur de Curth Flatow et de Horst Pillau, il fait 278 représentations au Hebbel-Theater et devient une figure du théâtre populaire berlinois.
Rudolf Platte fait un premier mariage avec Vally Hager puis un deuxième de courte durée en 1942 avec l'actrice Georgia Lind et un troisième qui dure jusqu'en 1953 avec l'actrice Marina Ried puis de nouveau avec Georgia Lind jusqu'à sa mort en 1984 huit jours avant lui.

## Filmographie sélective
- 1930 : Revolte im Erziehungshaus
- 1931 : Drei Tage Liebe
- 1932 : Der Stolz der 3. Kompanie
- 1932 : F.P.1 antwortet nicht
- 1932 : Ich bei Tag und Du bei Nacht
- 1932 : Wie sag’ ich’s meinem Mann?
- 1933 : Viktor und Viktoria
- 1933 : Le Jeune Hitlérien Quex
- 1934 : Der Herr Senator
- 1934 : Heinz im Mond
- 1934 : Der Meisterboxer
- 1934 : Liebe, Tod und Teufel
- 1934 : Der Vetter aus Dingsda
- 1934 : Pappi
- 1934 : Die Liebe siegt
- 1934 : Schön ist jeder Tag den Du mir schenkst, Marie Luise
- 1934 : Gold
- 1934 : Schützenkönig wird der Felix
- 1934 : Grüß' mir die Lore noch einmal
- 1934 : So ein Flegel
- 1934 : Que suis-je sans toi ?
- 1935 : Einer zuviel an Bord
- 1935 : Ich liebe alle Frauen
- 1935 : Liebeslied
- 1936 : Donogoo Tonka
- 1936 : Blinde Passagiere
- 1936 : Flitterwochen
- 1936 : Der lustige Witwenball
- 1936 : Stjenka Rasin
- 1936 : Das Hofkonzert
- 1936 : Die Leute mit dem Sonnenstich
- 1937 : Autobus S
- 1937 : Gasparone
- 1937 : Die Kronzeugin
- 1937 : Monika
- 1937 : Fremdenheim Filoda
- 1937 : Wenn Frauen schweigen
- 1937 : Wie der Hase läuft
- 1938 : Das Mädchen von gestern Nacht
- 1938 : La Belle Hongroise
- 1938 : Nanu, Sie kennen Korff noch nicht?
- 1938 : Frühlingsluft
- 1939 : Wer küßt Madeleine?
- 1939 : Légitime défense
- 1939 : Zwölf Minuten nach zwölf
- 1940 : Das Mädchen im Vorzimmer
- 1940 : Die lustigen Vagabunden
- 1940 : Meine Tochter tut das nicht
- 1940 : Ritorno
- 1940 : Musique de rêve
- 1941 : Un crime stupéfiant
- 1941 : Blutsbrüderschaft
- 1941 : Familienanschluß
- 1943 : Alles aus Liebe
- 1943 : Ein Walzer mit dir
- 1944 : Der Meisterdetektiv
- 1949 : Quelle boniche !
- 1949 : Nach Regen scheint Sonne
- 1950 : Absender unbekannt
- 1950 : Dreizehn unter einem Hut
- 1950 : Dieser Mann gehört mir
- 1950 : Maharadjah malgré lui
- 1950 : Une fille du tonnerre
- 1950 : Taxi-Gattin
- 1951 : Die Frauen des Herrn S.
- 1951 : Eva im Frack
- 1951 : La Beauté mène la danse
- 1951 : Unschuld in tausend Nöten
- 1951 : Malheur à celui qui aime
- 1951 : Wenn die Abendglocken läuten
- 1951 : Wildwest in Oberbayern
- 1952 : Der Weibertausch
- 1952 : Die Traumschöne Nacht
- 1952 : Drei Tage Angst
- 1952 : L'Histoire passionnante d'une star
- 1952 : Man lebt nur einmal
- 1952 : Pension Schöller de Georg Jacoby
- 1952 : Meine Frau macht Dummheiten
- 1953 : Damenwahl
- 1953 : Fleur de Hawaï
- 1953 : Frauen, Filme, Fernsehfunk
- 1953 : La Chanson du vin nouveau
- 1953 : Hollandmädel
- 1953 : Die Junggesellenfalle
- 1953 : Liebeskrieg nach Noten
- 1953 : L'Hôtel qui chante
- 1954 : Les Fruits les plus doux
- 1954 : Columbus entdeckt Krähwinkel
- 1954 : L'Été et les amours
- 1954 : Meine Schwester und ich
- 1954 : Danse au soleil
- 1954 : Die tolle Lola
- 1955 : Le Faux Adam
- 1955 : Bal au Savoy
- 1955 : Liebe, Tanz und 1000 Schlager
- 1955 : Mamitschka
- 1955 : Musik, Musik und nur Musik
- 1955 : Die spanische Fliege
- 1956 : Das Bad auf der Tenne
- 1956 : Ich und meine Schwiegersöhne
- 1956 : Die ganze Welt singt nur Amore
- 1956 : Mädchen mit schwachem Gedächtnis
- 1956 : La Reine du music-hall
- 1957 : Die Unschuld vom Lande
- 1957 : Liebe, Jazz und Übermut
- 1957 : Rendez-vous à Zürich
- 1957 : Tante Wanda aus Uganda
- 1957 : Der müde Theodor
- 1957 : Das einfache Mädchen
- 1957 : Super soirée
- 1957 : Es wird alles wieder gut
- 1958 : Bühne frei für Marika
- 1958 : La Muselière (en)
- 1958 : Ihr 106. Geburtstag
- 1958 : Wenn die Bombe platzt
- 1958 : Scala – total verrückt
- 1959 : Der Haustyrann
- 1959 : Melodie und Rhythmus
- 1959 : Les Buddenbrook
- 1959 : Wenn das mein großer Bruder wüßte
- 1959 : Salem Aleikum
- 1960 : Marina
- 1960 : La Grande vie
- 1960 : Willy, der Privatdetektiv
- 1960 : Der Hauptmann von Köpenick (TV)
- 1960 : Wenn die Heide blüht
- 1961 : Immer Ärger mit dem Bett
- 1961 : Adieu, Lebewohl, Goodbye
- 1961 : So liebt und küßt man in Tirol
- 1961 : Ihr schönster Tag
- 1961 : Eine hübscher als die andere
- 1962 : Onkel Harry
- 1962 : Médecin pour femmes
- 1962 : L'Oiseleur
- 1962 : Sein bester Freund
- 1962 : Verrückt und zugenäht
- 1962 : Der 42. Himmel
- 1963 : Stahlnetz : Das Haus an der Stör (de) (TV)
- 1963 : Freddy et le nouveau Monde
- 1964 : Herrenpartie
- 1964 : Mit besten Empfehlungen (TV)
- 1964 : Freddy, Tiere, Sensationen
- 1966 : Weiß gibt auf (TV)
- 1967 : Das kleine Teehaus
- 1968 : Professeur Columbus
- 1970 : Ces messieurs aux gilets blancs
- 1971 : Das Geld liegt auf der Bank (TV)
- 1972 : Der Kommissar : Der Tennisplatz (TV)
- 1973 : Der Raub der Sabinerinnen (TV)
- 1974 : Auch ich war nur ein mittelmäßiger Schüler
- 1974 : Inspecteur Derrick : Le Bus de minuit (TV)
- 1975 : Der Kommissar : Der Mord an Dr. Winter (TV)
- 1977 : Inspecteur Derrick : La Note
- 1977 : Sanfter Schrecken (TV)
- 1978 : Le Renard : L'Héritage de Marholm (TV)
- 1979 : Einzelzimmer (TV)
- 1979 : Le Renard : Le Mensonge
- 1981 : Zurück an den Absender (TV)
- 1982 : Le Secret de Veronika Voss
- 1983 : Ein Mord liegt auf der Hand (TV)
- 1984 : Jakob und Adele : Eine Altersliebe (TV)